# Simyra degener
Simyra degener là một loài bướm đêm trong họ Noctuidae.